# Tu mérites un amour
Pour plus de détails, voir Fiche technique et Distribution.
Tu mérites un amour est un film français écrit et réalisé par Hafsia Herzi, sorti en 2019.

## Synopsis
Lila a été larguée par son petit ami après un an de relation. Elle éprouve des sentiments contradictoires, entre la volonté de le reconquérir ou celle de le maudire et de passer à autre chose…

## Fiche technique
Sauf indication contraire, les informations mentionnées dans cette section peuvent être confirmées par les bases de données cinématographiques IMDb et Allociné,  présentes dans la section « Liens externes ».
- Titre : Tu mérites un amour
- Réalisation et scénario : Hafsia Herzi
- Premier assistant réalisateur : Alexandra Maïo
- Musique : Nousdeuxtheband
- Photographie : Jérémie Attard
- Montage : Maria Giménez Cavallo et William Wayolle
- Son : Guilhem Domercq (ingénieur du son), Rémi Durel (montage son), Julie Tribout (mixage), Aleksandra Stojanovic (bruitages)
- Production : Hafsia Herzi
  - Coproduction : Olivier Père et Rémi Burah
  - Production associée : Michel Merkt
- Société de production : Les Films de la bonne mère (autoproduction de Hafsia Herzi), en coproduction avec Arte France Cinéma et en association avec KNM Films
- Société de distribution : Rezo Films (France)
- Pays d'origine :  France
- Langue originale : français
- Genre : comédie dramatique
- Format : couleurs - 2,35:1
- Durée : 102 minutes
- Dates de sortie :
  - France : 19 mai 2019 (Festival de Cannes) ; 21 août 2019 (Festival d'Angoulême) ; 11 septembre 2019 (sortie nationale)

## Distribution
Sauf indication contraire, les informations mentionnées dans cette section peuvent être confirmées par les bases de données cinématographiques IMDb et Allociné,  présentes dans la section « Liens externes ».
- Hafsia Herzi : Lila
- Djanis Bouzyani : Ali, le meilleur ami de Lila
- Jérémie Laheurte : Rémi, l'ex de Lila
- Anthony Bajon : Charly, le jeune photographe
- Sylvie Verheyde : Ava
- Karim Ait M'Hand : Aymen, le nouveau petit ami d'Ali
- Myriam Djeljeli : Myriam, l'ex de Rémi
- Alexander Ferrario : Sergio, le jeune homme de la soirée
- Jonathan Eap : Jonathan, le mannequin qui aborde Lila au parc
- Sophie Garagnon : Rachelle, la femme du couple adepte du libertinage
- Brice Dulin : Bruno, l'homme du couple adepte du libertinage
- Mouna Soualem : Mouna, une amie de Lila, ex de Sergio
- Lina Soualem : Lina, une amie de Lila, sœur de Mouna
- Abdelkader Hoggui : Haj Ibrahim, le marabout
- Donia Bouzyani : Donia, une amie de Lila
- Baptiste Cazenave : Baptiste
- Montaine Bouteillon : Montaine
- Tom Houguenague
- Jérémie Attard : Paul, le rencard qui parle de caméra
- Daniel Di Grazia : Michel, le rencard boulanger
- Samir Guesmi : Ben, un ami de Lila
- Othman Mansour : le patron du bar-restaurant, oncle de Charly
- Lilia Hammiche : Kahina
- Lisa Bouteldja : Lisa

## Production
Après un court métrage en 2010, Hafsia Herzi écrit et réalise son premier long métrage, qu'elle autoproduit. Elle le tourne avec peu de moyens et une équipe réduite durant l'été 2018.

## Accueil

### Festivals
En mai 2019, Tu mérites un amour est sélectionné à la Semaine de la critique durant le Festival de Cannes, où il est en compétition pour la Caméra d'or et la Queer Palm. Cette exposition permet au film de trouver des exploitants en France comme à l'étranger. En août, il est en compétition au Festival du film francophone d'Angoulême, où Hafsia Herzi est récompensée par le Valois de la mise en scène.

## Distinctions
Sauf indication contraire, les informations mentionnées dans cette section peuvent être confirmées par les bases de données cinématographiques IMDb et Allociné,  présentes dans la section « Liens externes ».

### Récompenses
- Festival du film francophone d'Angoulême 2019 : Valois de la mise en scène pour Hafsia Herzi[1] et Mention spéciale du jury pour Djanis Bouzyani[2]
- Festival Jean Carmet de Moulins 2019 : Prix du jury du meilleur second rôle masculin pour Djanis Bouzyani et Anthony Bajon
- Festival du film de Stockholm 2019 : Prix du meilleur premier film[3]
- Festival international du film de Bruxelles 2019 : Prix du meilleur film[réf. nécessaire]
- Festival du cinéma et musique de film de La Baule 2019 : Prix du meilleur film[réf. nécessaire]

### Nominations et sélections
- Festival de Cannes 2019 : sélection à la Semaine de la critique, en compétition pour la Caméra d'or et la Queer Palm
- Festival du film de Hambourg 2019 : sélection, en compétition pour le prix de la critique
- Festival du film de Philadelphie 2019 : meilleur film
- Festival du film de Stockholm 2019 : sélection officielle, en compétition pour le Cheval de bronze du meilleur film